# Distrito de Sarrebourg-Château-Salins
El distrito de Sarrebourg-Château-Salins es una división administrativa francesa, situada en el departamento de Mosela, de la región de Gran Este, creado a partir de la unión de los antiguos distritos de Château-Salins y Sarrebourg.

## División territorial

### Cantones
1. Le Saulnois (que abarca parte de los distritos de Sarrebourg-Château-Salins y Metz)
2. Sarrebourg
3. Phalsbourg

## Historia
El gobierno francés decidió en su decreto ministerial n.º 2014-1721, de 29 de diciembre de 2014, suprimir los distritos de Boulay-Moselle, Château-Salins, Metz-Campiña y Thionville-Oeste, y sumarlos a los distritos de Forbach, Sarrebourg, Metz-Villa y Thionville-Este respectivamente, a fecha efectiva de 1 de enero de 2015, excepto el caso de los distritos de Château-Salins y Sarrebourg que lo fueron a fecha efectiva de 1 de enero de 2016.